# Kicken (internet)
Kicken is een handeling waarbij iemand weggestuurd wordt uit een ruimte of spel op internet. In tegenstelling tot een verbanning kan degene die gekickt is op enig moment terugkeren.
Kicken gebeurt meestal omdat een speler onwenselijk gedrag vertoont, maar soms speelt een persoonlijke band ook een rol. Sommige mensen kicken anderen omdat zij die persoon niet mogen of niet kennen. Een andere veelvoorkomende reden is mensen kicken omdat ze de spelregels niet naleven.